# Gare de La Tricherie
La gare de la Tricherie est une gare ferroviaire française de la ligne de Paris-Austerlitz à Bordeaux-Saint-Jean, située sur le territoire de l'ancienne commune de Beaumont, intégrée à Beaumont Saint-Cyr, dans le département de la Vienne, en région Nouvelle-Aquitaine.
C'est une halte de la Société nationale des chemins de fer français (SNCF), desservie par des trains régionaux du réseau TER Nouvelle-Aquitaine.

## Situation ferroviaire
Établie à 62 mètres d'altitude, la gare de La Tricherie est située au point kilométrique (PK) 317,385 de la ligne de Paris-Austerlitz à Bordeaux-Saint-Jean, entre les gares de Naintré-les-Barres et de Dissay (Vienne).

## Histoire
La gare est ouverte le 15 juillet 1851.
La fréquentation de la gare en 2024 était de 33 073 voyageurs, soit 91 voyageurs par jours. 
En 2023 elle était de 27 027 voyageurs (soit 22% de moins que par rapport à 2024). Depuis 2015 (19 769 voyageurs) la fréquentation a augmenté de 67%. 

## Service des voyageurs

### Accueil
C'est un point d'arrêt non géré (PANG), équipé de deux quais avec abris et d'écrans d'informations pour les voyageurs. Le passage d'une voie à l'autre se fait par le pont de la D82 qui passe à proximité immédiate. Des parkings pour véhicules et vélos sont disponibles de chaque côtés des quais. 

### Desserte
La Tricherie est desservie par des trains omnibus du réseau TER Nouvelle-Aquitaine circulant entre Châtellerault et Poitiers. Certains sont prolongés ou amorcés respectivement à Tours d'un côté, à Angoulême de l'autre.